# Thước (đơn vị đo)
Thước (tiếng Trung: 尺; bính âm: chǐ ) là một đơn vị chiều dài truyền thống của Trung Hoa. Mặc dù nó thường được dịch là "Chinese foot", chiều dài ban đầu được lấy từ khoảng cách đo bằng bàn tay con người, từ đầu ngón tay cái đến đầu ngón trỏ tương tự như Span cổ đại. Nó xuất hiện lần đầu trong triều đại nhà Thương của Trung Quốc khoảng 3000 năm trước và từ đó đã được thông qua bởi khác Đông Á nền văn hóa như Nhật Bản (shaku), Hàn Quốc (ja) và Việt Nam (thước). Giá trị hiện tại của nó được tiêu chuẩn hóa khoảng một phần ba mét, mặc dù các tiêu chuẩn chính xác khác nhau giữa Cộng hòa Nhân dân Trung Hoa, Hồng Kông và Đài Loan.
Trong các hình thức cổ xưa và hiện đại của nó, thước được chia thành 10 đơn vị nhỏ hơn được gọi là thốn (寸). Đơn vị lớn hơn là trượng (丈), với 10 thước bằng 1 trượng.

## Ở Việt Nam
Các đơn vị đo độ dài cổ của Việt Nam theo hệ thập phân, ngoại trừ ngũ, dựa trên một cây thước cơ bản.
Tuy nhiên, trước khi Pháp chiếm đóng Đông Dương, đã có nhiều loại thước ở Việt Nam, phục vụ cho các mục đích khác nhau và có độ dài khác nhau. Theo Từ điển tiếng Việt thì trong hệ đo lường cổ Việt Nam có ít nhất hai loại thước đo chiều dài với các giá trị trước năm 1890 là thước ta (hay thước mộc, bằng 0,425 mét) và thước đo vải (bằng 0,645 m). Theo Nguyễn Đình Đầu thì cả trường xích và điền xích đều bằng 0,4664 mét. Theo Ths. Phan Thanh Hải trong bài "Hệ thống thước đo thời Nguyễn" thì có ba loại thước chính: thước đo vải (từ 0,6 đến 0,65 mét), thước đo đất (luôn là 0,47 mét) và thước mộc (từ 0,28 đến 0,5 mét).
Khi Pháp chiếm Nam kỳ, Nam kỳ dùng mét theo tiêu chuẩn của Pháp. Trung kỳ và Bắc kỳ tiếp tục dùng thước đo đất, điền xích, với độ dài 0,47 mét. Theo Dương Kinh Quốc (tr. 236), vào ngày 2 tháng 6 năm 1897, Toàn quyền Đông Dương Paul Doumer đã ra sắc lệnh quy định, kể từ ngày 1 tháng 1 năm 1898, ở địa bàn Bắc kỳ áp dụng cách tính 1 thước ta = 0,40 mét. Quy định này cũng đã thống nhất tất cả các loại thước (thước ta, thước mộc, điền xích...) thành một loại thước ta bằng 0,40 mét. Trung kỳ vẫn dùng chuẩn cũ và dẫn đến trong việc đo đất, các đơn vị chiều dài và diện tích (ví dụ sào) ở Trung kỳ gấp 4,7/4 và (4,7/4)² lần các đơn vị tương ứng ở Bắc kỳ.

## Giá trị hiện đại
Ở Cộng hòa Nhân dân Trung Hoa, thước đã được xác định từ năm 1984 là chính xác 1/3 của một mét, tức là 33 cm (khoảng 1,094 ft). Tuy nhiên, ở Hồng Kông đơn vị tương ứng là chek phát âm theo tiếng Quảng Đông, được định nghĩa là chính xác 0.371475 m (chính xác  14+5⁄8 in). Hai đơn vị đôi khi được gọi bằng tiếng Anh là "Chinese foot" và "Hong Kong foot".
Tại Đài Loan, Thước giống như Shaku Nhật Bản, tức là 10⁄33 của một mét (30,303 cm).